# 580 (numero)
Cinquecentottanta (580) è il numero naturale dopo il 579 e prima del 581.

## Proprietà matematiche
- È un numero pari.
- È un numero composto.
- È la somma di sei numeri primi consecutivi (83 + 89 + 97 + 101 + 103 + 107).
- È un numero abbondante.
- È un numero palindromo nel sistema di numerazione posizionale a base 12 (404), a base 17 (202) e a base 28 (KK). In quest'ultima base è altresì un numero a cifra ripetuta.
- È un numero ondulante in base 12 e in base 17.
- È un numero pratico.
- È un numero colombiano nel sistema numerico decimale.
- È un numero congruente.
- È parte delle terne pitagoriche (68, 576, 580), (96, 572, 580), (348, 464, 580), (400, 420, 580), (435, 580, 725), (580, 609, 841), (580, 741, 941), (580, 1392, 1508), (580, 1632, 1732), (580, 2871, 2929), (580, 3339, 3389), (580, 4185, 4225), (580, 8400, 8420), (580, 16815, 16825), (580, 21021, 21029), (580, 42048, 42052), (580, 84099, 84101).

## Astronomia
- 580 Selene è un asteroide della fascia principale del sistema solare.
- NGC 580 è una galassia spirale della costellazione della Balena.

## Astronautica
- Cosmos 580 è un satellite artificiale russo.